# 貝菲爾德 (密蘇里州)
貝菲爾德（英語：Bayfield）是位於美國密蘇里州迪卡爾布縣的鬼鎮。

## 歷史
貝菲爾德的郵局於1886年設立，其後於1917年停運。

## 地理
貝菲爾德所處的海拔為高於海平面270米（即886英呎），而該地所採用的時區為UTC-6，即北美中部時區（CST）。同時該地設有夏令時間，為UTC-6調快一小時，即UTC-5（CDT）。